# Райан, Мэтью
Мэ́тью Дэ́вид Ра́йан (англ. Mathew David Ryan; род. 8 апреля 1992 года, Пламптон, Австралия) — австралийский футболист, вратарь французского клуба «Ланс» и сборной Австралии. Участник чемпионатов мира 2014, 2018 и 2022 годов.

## Клубная карьера
Мэтью Дэвид Райан родился 8 апреля 1992 года в Пламптоне, который входит в агломерацию Сиднея. В детстве мальчик занимался теннисом, что раздражало его мать, у которой были шотландские корни и любовь к футболу. Однажды она в бешенстве сломала ракетку сына и запретила ему посещать корт.

Женщина видела в Мэтью профессионального футболиста, вместе с ним ходила на просмотры в молодежные академии. Однако тренеры скептически расценивали перспективы мальчика на вратарской позиции, так как он был низкого роста. При этом менять амплуа Райан не собирался:
«Фактор роста — это то, с чем я столкнулся в детстве и в своей карьере, но, оглядываясь назад, я могу сказать, что если я и выступал неудачно, то причина провалов не была в том, что я слишком мал».
В 2002 году родители Мэтью развелись, и его воспитанием занималась мать. Чтобы прокормить семью, она трудилась на двух работах, брала кредиты для оплаты расходов на обучение в футбольной академии. Уже в зрелом возрасте Райан набил татуировку на плече с животным, защищающим детеныша, посвятив рисунок маме.
В мае 2013 года Мэтью перешёл в бельгийский «Брюгге». 26 июля в матче против «Шарлеруа» он дебютировал в Жюпиле лиге. В 2015 году Райан стал обладателем Кубка Бельгии. Во время выступления за «Брюгге» он дважды подряд признавался лучшим вратарём года в Бельгии.
Летом 2015 года Райан перешёл в испанскую «Валенсию», подписав с клубом контракт на шесть лет. 22 августа в матче против «Райо Вальекано» он дебютировал в Ла Лиге. В начале 2017 года для получения игровой практики Мэтью на правах аренды перешёл в «Генк». 4 февраля в матче против «Мускрон-Перювельз» он дебютировал за новую команду.
17 июня 2017 года Райан подписал пятилетний контракт с английским «Брайтоном». 12 августа в матче против «Манчестер Сити» он дебютировал в английской Премьер-лиге. В сезоне 2017/2018 Мэтью отыграл без замен все 38 матчей чемпионата, в десяти из них он не пропускал голов. По показателю отражённых ударов он занял восьмое место в Премьер-лиге среди вратарей, сыгравших не менее десяти матчей, при этом по его воротам было нанесено больше всего ударов — 560 за сезон или 15 в среднем за игру. В декабре 2020 года главный тренер «Брайтона» Грэм Поттер, сообщил голкиперу что клуб продлит контракт с Робертом Санчесом и Райан может покинуть команду в январе 2021 года.
В начале 2021 года Райан до конца сезона был арендован лондонским «Арсеналом». Игрок взял 33-й номер, который до него был у Мэта Макея и Петра Чеха. 6 февраля в матче против «Астон Виллы» он дебютировал в за новую команду, заменив Бернда Лено. Летом 2021 году Мэтью присоединился к «Реал Сосьедаду». В матче против «Гранады» он дебютировал за новую команду.
9 августа 2022 года Райан подписал контракт на два года с датским клубом «Копенгаген», сумма трансфера составила 5 млн евро. В матче против «Люнгбю» он дебютировал в датской Суперлиге. В начале 2023 года Мэтью подписал двухлетний контракт с нидерландским АЗ. 22 января в матче против ситтардской «Фортуны» он дебютировал в Эредивизи.
17 июля 2024 года перешёл в итальянский клуб «Рома». Свой единственный матч за римлян вратарь провёл 18 декабря 2024 года в матче 1/8 финала Кубка Италии против «Сампдории». В целом Мэтью, несмотря на нестабильное выступление клуба в первой половине сезона, прочно осел на скамейке запасных, не сумев навязать конкуренцию основному голкиперу Миле Свилару.
21 января 2025 года за 800 тысяч евро Райан перешёл из «Ромы» во французский «Ланс», подписав контракт до конца сезона.

## Международная карьера
В 2011 году в матче квалификационного раунда Олимпийского турнира против молодёжной сборной Ирака Мэтью дебютировал за молодёжную сборную Австралии.
В феврале 2012 года Райан был вызван в сборную Австралии на матч против сборной Саудовской Аравии, но так и остался на скамейке. 5 декабря в отборочной встрече чемпионата мира 2014 года против сборной Северной Кореи Мэтью дебютировал за национальную команду.
В 2014 году Мэтью попал в заявку национальной команды на участие в чемпионате мира в Бразилии. На турнире он сыграл в матчах против сборных Нидерландов, Чили и Испании.
В начале 2015 года Мэтью стал победителем домашнего Кубка Азии в составе сборной. На турнире он сыграл в матчах против команд Кувейта, Омана, ОАЭ, Китая и дважды против Южной Кореи.
В 2017 году Райан во второй раз принял участие в Кубке конфедераций в России. На турнире он сыграл в всех матчах сборной против Германии, Камеруна и Чили.
В 2018 году Райан во второй раз принял участие в чемпионате мира 2018 в России. На турнире он сыграл в матчах против команд Франции, Дании и Перу.
В 2019 году Райан был включён в состав сборной на кубок Азии в ОАЭ. На турнире он сыграл против команд Иордании, Палестины, Сирии, Узбекистан и ОАЭ.
В 2022 году Мэтью в третий раз принял участие в чемпионате мира в Катаре. На турнире он сыграл в матчах против команд Аргентины, Франции, Туниса и Дании.
В 2024 году Райан в третий раз принял участие в Кубке Азии 2023 в Катаре. На турнире он сыграл в матчах против команд Индии, Сирии, Узбекистана, Индонезии и Южной Кореи.

## Стиль игры
Описанный Джоном Дэвидсоном из The Guardian как «пасующий вратарь» (англ. ball-playing goalkeeper, по аналогии с ball-playing defender, пасующий защитник), Райан известен своим отличным выбором позиции и тем, что ему удобно держать мяч у своих ног, в дополнение к его способностям отражать удары; его стиль игры вратаря-чистильщика был вдохновлен Мануэлем Нойером.

## Достижения

### Командные
«Сентрал Кост Маринерс»
- Чемпион Австралии: 2012/13

«Брюгге»
- Обладатель Кубка Бельгии: 2014/15

Австралия
- Обладатель Кубка Азии: 2015

### Личные
- Лучший молодой футболист А-Лиги (2): 2010/11, 2011/12
- Лучший вратарь А-Лиги: 2011/12
- Лучший вратарь Бельгии (2): 2013/14, 2014/15